# Dedryck Boyata
Anga Dedryck Boyata (ur. 28 listopada 1990 w Uccle) – belgijski piłkarz kongijskiego pochodzenia, występujący na pozycji obrońcy w belgijskim klubie Club Brugge oraz w reprezentacji Belgii.

## Kariera klubowa
Boyata zaczynał swoją karierę w juniorskiej drużynie FC Brussels. W 2006 roku trafił do angielskiego klubu Manchester City. W 2008 roku wraz z zespołem zdobył FA Youth Cup. W drodze po to trofeum City pokonali m.in. Chelsea. W kwietniu 2009 roku zdobył tytuł najlepszego gracza miesiąca Akademii City.
Swój debiut w pierwszym zespole zaliczył w styczniu 2010 roku w wygranym 1:0 spotkaniu Pucharu Anglii przeciwko Middlesbrough. Debiut w spotkaniu ligowym przypadł na mecz z Blackburn Rovers, gdy to w 86. minucie Boyata został wprowadzony na boisko za Martina Petrowa.
26 sierpnia 2011 został wypożyczony do Bolton Wanderers.
3 czerwca 2015 podpisał czteroletni kontrakt z Celtikiem.

## Kariera reprezentacyjna
W reprezentacji Belgii do lat 19 rozegrał do tej pory 12 spotkań, w których zdobył dwa gole.

## Życie prywatne
Pochodzi z Uccle, jednej z gmin Brukseli.

## Statystyki kariery
Aktualne na dzień 3 maja 2015 r.
| Klub                    | Sezon              | Liga    | Liga | Puchary krajowe | Puchary krajowe | Puchary europejskie | Puchary europejskie | Ogólnie | Ogólnie |
| Klub                    | Sezon              | Występy | Gole | Występy         | Gole            | Występy             | Gole                | Występy | Gole    |
| ----------------------- | ------------------ | ------- | ---- | --------------- | --------------- | ------------------- | ------------------- | ------- | ------- |
| Manchester City         | 2009/10            | 3       | 0    | 4               | 0               | 0                   | 0                   | 7       | 0       |
| Manchester City         | 2010/11            | 7       | 0    | 3               | 0               | 6                   | 1                   | 13      | 1       |
| Bolton Wanderers (wyp.) | 2011/12            | 14      | 1    | 3               | 0               | 0                   | 0                   | 17      | 1       |
| Twente (wyp.)           | 2012/13            | 5       | 0    | 0               | 0               | 3                   | 0                   | 8       | 0       |
| Manchester City         | 2013/14            | 1       | 0    | 3               | 0               | 0                   | 0                   | 4       | 0       |
| Manchester City         | 2014/15            | 2       | 0    | 3               | 0               | 0                   | 0                   | 5       | 0       |
| Ogólnie w karierze      | Ogólnie w karierze | 32      | 1    | 16              | 0               | 9                   | 1                   | 54      | 2       |